# 2010 FNS歌謡祭
『2010 FNS歌謡祭』（2010 エフエヌエスかようさい）は、フジテレビ系列で2010年12月4日 19:00 - 23:10（JST）に生放送（テレビ大分では12月12日の13:00 - 17:10（JST）に放送）された通算39回目の『FNS歌謡祭』。

## 概要
今回のテーマは「最強のコラボレーション」である。
前回まで5年連続で司会を務めていた黒木瞳が司会を外れ（理由は言及されなかったが、おそらく同時期に愛知県名古屋市で自身の座長舞台が開催されたため。黒木は第40回（2011年）にも起用されずそのまま降板となった）、SMAPの草彅剛の単独司会となる。『FNS歌謡祭』における単独司会は第37回（2008年）での黒木以来だが、男性では史上初。男性のみの司会体制は第18回（1989年）以来21年ぶり4回目。
第32回（2003年）以降、第1水曜日での放送となっていたが、今回は『クイズ!ヘキサゴンII』や『はねるのトびら』、2010年10月改編で水曜日21時へ移動してきた『ホンマでっか!?TV』など、水曜日の人気レギュラー番組の改編期以外の休止を極力避けるためと、土曜日のレギュラー番組『めちゃ2イケてるッ!』のメンバーであるナインティナインの岡村隆史の休業に伴う処遇で、放送日が第1土曜日に移動された。この影響から、放送時間も8分短縮の19:00 - 23:10までに変更され、例年同時期に開催の『K-1グランプリ』は翌週へ開催が延期された。
番組史上初の土曜日のゴールデンタイムに移動となったことで、フジテレビが土曜18:00 - 18:30枠にレギュラー放送されている『MUSIC FAIR』の当日放送分は生放送編成で一部の当番組出演アーティストがゲスト出演する形式となり、当番組プレ番組のような扱いであった。当番組の会場には『MUSIC FAIR』の司会者である鈴木杏樹・恵俊彰（ホンジャマカ）も観覧としてゲスト出演していた。尚、土曜日のゴールデンタイムの編成を日本テレビ系列に定めているため本番組を同時ネットできないクロスネット局のテレビ大分でもこの回の『MUSIC FAIR』は通常通り同時ネットで放送された（なお、本番組は先述の通り後日時差ネットされた）。
平均視聴率は21.7%で第26回（2007年）以来3年ぶりの20%越えを果たした。2010年民放音楽番組最高視聴率を記録し、民放音楽番組唯一の20%超であった。また瞬間最高視聴率は20時59分頃「感動の名曲集PART2」で29.4%だった。（いずれも関東地区、ビデオリサーチ調べ）
今回まで5年連続で進行役を務めた高島彩（本番組直後にフジテレビを退社しフリーアナウンサーに転身）はフリーの立場で第40回の司会に起用された。
演歌・歌謡曲勢での出演は2年ぶりとなり、坂本冬美と氷川きよしの2人に留められた。

## 当日のステージ
前回は全46曲だったのに対し、今回は74曲と大幅に曲数が増えた。そのためトークがほとんどなかった。
徳永英明と和田アキ子の「あの鐘を鳴らすのはあなた」、伊藤由奈とKの「Precious」、平井堅と久保田利伸の「Missing」、鈴木雅之と菊池桃子の「渋谷で5時」、長瀬智也と横山剣の「タイガー&ドラゴン」、坂本冬美とビリーバンバンの「また君に恋してる」など様々なコラボレーション（共演）が実現した。また、嵐と松下奈緒の共演が実現し、松下のピアノ演奏にのせて嵐が「果てない空」を歌った。
嵐は当日コンサート開催のため、VTR出演となった。また、19時台と22時台に日本テレビ系列でメンバーのレギュラー番組（前者は同メンバーの相葉雅紀が司会を務める『天才!志村どうぶつ園』、後者は『嵐にしやがれ』）が放送されるため、20・21時台のみの出演となった。
当初、TOKIOと玉置浩二（安全地帯）がコラボレーションで「NaNaNa (太陽なんていらねぇ)」（玉置が作詞・作曲）を披露する予定だったが、玉置が体調不良で生出演を急遽キャンセルし、TOKIOが単独で披露する形となった。なお、安全地帯としてのステージは嵐同様、VTR出演となった。
AKB48の前田敦子は21時台に日本テレビ系列『土曜ドラマ・Q10』出演のため、この時間帯は出演を一時控えた。また、放送当時16歳だった渡辺麻友などの18歳以下のメンバーも20時いっぱいで退席。
黒木メイサが1日公開の映画『SPACE BATTLESHIP ヤマト』（TBSが制作に携わっている）の宣伝、菅野美穂がフジテレビ系列で当時放送されていた関西テレビ・共同テレビ制作の自身主演ドラマ『ギルティ 悪魔と契約した女』の主題歌「この夜を止めてよ」をJUJUが披露するのに合わせてそれぞれゲスト出演した。また、例年通り小倉智昭も出演。
今回のトップバッターは、第34回（2005年）から6年連続で務めることになるSMAPが担当して、「This is love」を披露したが、トップバッターでは史上初のNAOKI（LOVE PSYCHEDELICO）の別のアーティストとのコラボレーションで披露した。尚、NAOKI（LOVE PSYCHEDELICO）は、「This is love」の作詞・作曲を担当した。
第34回（2005年）以降、SMAPが大トリを務めることが慣例化していたが、今回はメンバーの香取慎吾が23:00（JST）から自身のテレビ朝日系列でのレギュラー番組『SmaSTATION!!』生出演により退席したため、SMAP単独で大トリを務めることができず、SMAPの「世界に一つだけの花」を香取を除く4人と他の出演アーティスト（全員ではない）、進行役で大合唱の形で番組を締め括った。
ジャニーズ事務所からは近藤真彦、SMAP、TOKIO、V6、KinKi Kids、嵐の6組が出演した。

## 出演者

### 司会
- 草彅剛（SMAP）

### 進行
- 川端健嗣（当時：フジテレビアナウンサー）
- 高島彩（同上）

### 出演アーティスト
- 嵐
- 安全地帯
- 石井竜也
- 伊藤由奈
- AKB48
- EXILE
- 加山雄三
- 菊池桃子
- KinKi Kids
- 久保田利伸
- 倉木麻衣
- 倖田來未
- 郷ひろみ
- コブクロ
- 近藤真彦
- 坂本冬美
- サリナ・ジョーンズ
- JUJU
- 少女時代
- Superfly
- 鈴木雅之
- SMAP
- TUBE
- TOKIO
- 德永英明
- 秦基博
- 氷川きよし
- 平井堅
- ビリーバンバン
- V6
- 福山雅治
- My Little Lover
- 槇原敬之
- miwa
- ゆず
- 横山剣（クレイジーケンバンド）
- 和田アキ子
- WaT

太文字は当年のNHK『第61回NHK紅白歌合戦』にも出場した歌手である。

### ゲストミュージシャン
- AMAZONS
- 押尾コータロー
- 城南海
- K
- CHEMISTRY
- じょんて★もーにんぐ
- TAIRIKU
- 千紗（GIRL NEXT DOOR）
- つるの剛士
- NAOKI（LOVE PSYCHEDELICO）
- 花井悠希
- VOJA
- 松下奈緒
- 南こうせつ
- 宮本笑里
- 森山良子
- 山口智充（DonDokoDon）

### ゲスト
- 小倉智昭 - 『とくダネ!』MC、特別観覧ゲストとして出演。
- 鈴木杏樹、恵俊彰（ホンジャマカ） - 『MUSIC FAIR』司会、特別観覧ゲストとして出演。
- 菅野美穂 - ドラマ『ギルティ 悪魔と契約した女』キャスト、特別観覧ゲストとして出演。
- 黒木メイサ - ドラマ『最後の約束』キャスト、特別観覧ゲストとして出演。

### 音楽・演奏
- 武部聡志音楽団

## セットリスト
| 順番 | アーティスト                                                                   | 楽曲                                                       |
| ---- | ------------------------------------------------------------------------------ | ---------------------------------------------------------- |
| 1    | SMAP×NAOKI                                                                     | This is love (SMAP)                                        |
| 2    | 倉木麻衣×CHEMISTRY                                                             | Love, Day After Tomorrow (1999/倉木麻衣)                   |
| 3    | 倉木麻衣                                                                       | FUTURE KISS                                                |
| 4    | TOKIO                                                                          | NaNaNa (太陽なんていらねぇ)                                |
| 5    | コブクロ                                                                       | 流星                                                       |
| 6    | 鈴木雅之×倖田來未                                                              | め組のひと (1983/ラッツ&スター)                            |
| 7    | 鈴木雅之×菊池桃子                                                              | 渋谷で5時 (1996)                                           |
| 8    | 鈴木雅之×ATSUSHI(EXILE)                                                        | 夢で逢えたら (1996/ラッツ&スター)                          |
| 9    | 平家派                                                                         | Graduation (1987/光GENJI)                                  |
| 10   | V6                                                                             | only dreaming                                              |
| 11   | 郷ひろみ×AKB48                                                                 | 男の子女の子 (1972/郷ひろみ)                               |
| 12   | 郷ひろみ×AKB48                                                                 | 花とみつばち (1974/郷ひろみ)                               |
| 13   | つるの剛士                                                                     | よろしく哀愁 (1974/郷ひろみ)                               |
| 14   | 郷ひろみ×AKB48                                                                 | お嫁サンバ (1981/郷ひろみ)                                 |
| 15   | 前田亘輝(TUBE)                                                                 | How many いい顔 (1980/郷ひろみ)                            |
| 16   | 郷ひろみ×AKB48×前田亘輝(TUBE)×つるの剛士                                       | GOLDFINGER '99 (1999/郷ひろみ)                             |
| 17   | 槇原敬之×CHEMISTRY×山口智充                                                    | どんなときも。 (1991/槇原敬之)                             |
| 18   | 槇原敬之×千紗                                                                  | 冬がはじまるよ (1991/槇原敬之)                             |
| 19   | CHEMISTRY×秦基博                                                               | もう恋なんてしない (1992/槇原敬之)                         |
| 20   | 伊藤由奈×城南海×miwa                                                           | 遠く遠く (1992/槇原敬之)                                   |
| 21   | 槇原敬之×WaT×つるの剛士                                                        | SPY (1994/槇原敬之)                                        |
| 22   | 槇原敬之×ALL                                                                   | 不安の中に手を突っ込んで (槇原敬之)                        |
| 23   | 嵐×松下奈緒                                                                    | 果てない空 (嵐)                                            |
| 24   | ゆず×JUJU                                                                      | 言葉にできない (1982/オフコース)                           |
| 25   | My Little Lover×JUJU                                                           | Hello, Again 〜昔からある場所〜 (1995/My Little Lover)     |
| 26   | 久保田利伸                                                                     | LA・LA・LA LOVE SONG (1996/久保田利伸 with NAOMI CAMPBELL) |
| 27   | 久保田利伸                                                                     | LOVE RAIN 〜恋の雨〜                                       |
| 28   | 伊藤由奈×K×宮本笑里                                                            | Precious (2006/伊藤由奈)                                   |
| 29   | 倖田來未×TAIRIKU                                                               | 好きで、好きで、好きで。 (倖田來未)                        |
| 30   | miwa×WaT                                                                       | don't cry anymore (miwa)                                   |
| 31   | WaT×miwa                                                                       | 24/7〜もう一度〜 (WaT)                                     |
| 32   | AKB48                                                                          | Beginner                                                   |
| 33   | 少女時代                                                                       | GENIE                                                      |
| 34   | 少女時代                                                                       | Gee                                                        |
| 35   | AKB48                                                                          | 会いたかった (2006)                                        |
| 36   | 加山雄三×石井竜也                                                              | 君といつまでも (1965/加山雄三)                             |
| 37   | TUBE×倉木麻衣                                                                  | シーズン・イン・ザ・サン (1986/TUBE)                       |
| 38   | 加山雄三×KinKi Kids                                                            | 蒼い星くず (1966/加山雄三)                                 |
| 39   | TUBE×伊藤由奈×千紗×城南海×miwa                                                 | SUMMER DREAM (1987/TUBE)                                   |
| 40   | 加山雄三×槇原敬之                                                              | お嫁においで (1966/加山雄三)                               |
| 41   | TUBE                                                                           | Beach Time (1988)                                          |
| 42   | 加山雄三×氷川きよし                                                            | 夜空の星 (1965/加山雄三)                                   |
| 43   | TUBE×AKB48                                                                     | あー夏休み (1990/TUBE)                                     |
| 44   | TUBE×AKB48                                                                     | 灼熱らぶ (TUBE)                                            |
| 45   | 加山雄三×森山良子×南こうせつ×氷川きよし ×CHEMISTRY×山口智充×つるの剛士×TAIRIKU | 座・ロンリーハーツ親父バンド (加山雄三とザ・ヤンチャーズ)  |
| 46   | 嵐                                                                             | Løve Rainbow                                               |
| 47   | Superfly×秦基博                                                                | 楓 (1998/スピッツ)                                         |
| 48   | 福山雅治                                                                       | HELLO (1995)                                               |
| 49   | 福山雅治                                                                       | 桜坂 (2000)                                                |
| 50   | 福山雅治                                                                       | 心color 〜a song for the wonderful year〜                  |
| 51   | KinKi Kids×宮本笑里×VOJA                                                       | Family (KinKi Kids)                                        |
| 52   | 郷ひろみ×宮本笑里×VOJA                                                         | 愛してる (郷ひろみ)                                        |
| 53   | 横山剣×長瀬智也(TOKIO)                                                         | タイガー&ドラゴン (2002/クレイジーケンバンド)              |
| 54   | 久保田利伸×平井堅×押尾コータロー                                               | Missing (1986/久保田利伸)                                  |
| 55   | ビリーバンバン×坂本冬美×倉木麻衣                                               | また君に恋してる (2007/ビリーバンバン)                     |
| 56   | 氷川きよし                                                                     | 虹色のバイヨン                                             |
| 57   | 平井堅×松下奈緒                                                                | アイシテル (平井堅)                                        |
| 58   | 和田アキ子×德永英明                                                            | あの鐘を鳴らすのはあなた (1972/和田アキ子)                 |
| 59   | JUJU                                                                           | この夜を止めてよ                                           |
| 60   | サリナ・ジョーンズ×JUJU×K                                                      | I LOVE YOU (1991/尾崎豊)                                   |
| 61   | Superfly                                                                       | EYES ON ME                                                 |
| 62   | ゆず×花井悠希                                                                  | from (ゆず)                                                |
| 63   | SMAP×槇原敬之                                                                  | Love & Peace Inside? (SMAP)                                |
| 64   | EXILE                                                                          | I Wish For You                                             |
| 65   | 秦基博×德永英明×小池徹平×花井悠希                                              | アイ (秦基博)                                              |
| 66   | 石井竜也×AKB48                                                                 | 君がいるだけで (1992/米米CLUB)                             |
| 67   | 石井竜也×じょんて★もーにんぐ                                                   | 浪漫飛行 (1990/米米CLUB)                                   |
| 68   | 倖田來未                                                                       | ワインレッドの心 (1983/安全地帯)                           |
| 69   | 安全地帯×AMAZONS×じょんて★もーにんぐ                                           | じれったい (1987/安全地帯)                                 |
| 70   | 安全地帯×AMAZONS                                                               | 悲しみにさよなら (1985/安全地帯)                           |
| 71   | 近藤真彦×堂本剛(KinKi Kids)                                                    | スニーカーぶる〜す (1980/近藤真彦)                         |
| 72   | 近藤真彦×堂本光一(KinKi Kids)                                                  | ミッドナイト・シャッフル (1996/近藤真彦)                   |
| 73   | 近藤真彦×KinKi Kids                                                            | ざんばら (近藤真彦)                                        |
| 74   | SMAP×ALL LINE UP                                                               | 世界に一つだけの花 (2003/SMAP)                             |

## スタッフ
- 制作：港浩一
- 構成：山内浩嗣
- 音楽：武部聡志
- 美術プロデューサー：宮崎かおる、井上幸夫
- デザイン：YUKIE WICKSON（越野幸栄）
- 美術進行：鈴木真吾、楫野淳司
- 大道具：引馬幹晴、松尾茂毅、山井勝人、篠本匡介
- アートフレーム：三浦文裕
- 電飾：齋藤誠二、渡辺信一
- アクリル装飾：土屋祥太、永山淳
- 特殊装置：樋口真樹
- 視覚効果：小熊雅樹
- メイク：久保田裕子
- 楽器：島津哲也（サンフォニックス）
- LED：宇佐美良
- フラワーアレンジ：MONCEAU FLEURS、風花東京、アリストフロー
- TD：児玉洋
- SW：障子川雅則
- カメラ：米山和孝、小川経一
- 音声：太田宗孝
- 映像：大森克信
- 照明デザイン：植松晃一
- 照明：安達浩也（PRGアジア）、奥山大介（FLT）
- PA：松田勝治（サンフォニックス）、山本祐介（共立）、鈴木俊輔（田中電設）
- クレーン：明光セレクト、ダブルビジョン、三和プロライト、SIS、レントアクト昭特
- 音響効果：中田圭三・若月正幸（4-Legs）
- 編集：平原卓治・井上三郎（IMAGICA）
- MA：石川英男（IMAGICA）
- CG：松本幸也（orb）、古畑志展（MEDIACO）、渡辺之雄
- 音楽コーディネート：吉田奈生、長尾綾子
- 編成：高瀬敦也
- 広報：鈴木麻衣子
- TK：石原由季、平野美紀子
- ex.Producer：石田弘
- 送出ディレクター：塩谷亮
- 編集ディレクター：仮屋隆典、井ノ上龍登
- アシスタントプロデューサー：福井倫子、加藤万貴、後藤夏美
- 制作プロデューサー：土田芳美、宇賀神裕子
- フロアディレクター：浜崎綾
- プロデューサー：冨田哲朗、佐々木将、石川綾一
- チーフプロデューサー：きくち伸
- 演出：板谷栄司
- 技術協力：八峯テレビ、共同テレビジョン、サンフォニックス、共立、ゼネラル通商、FLT、PRGアジア、三穂電機
- 協力：グランドプリンスホテル新高輪、ハーフトーンミュージック、イースト・エンタテインメント、CELL（現:ドワンゴコンテンツ）
- 制作：フジテレビバラエティ制作センター / 音組
- 制作著作：フジテレビ